# Visnaga daucoides
La visnaga (Visnaga daucoides Gaertn., 1788) è una pianta della famiglia delle Apiacee.

## Usi
Si hanno notizie del suo utilizzo in medicina sino dall'epoca egizia. Da essa si estrae il principio attivo visnadina che ha una funzione vasodilatatrice coronarica.